# 運動胸罩

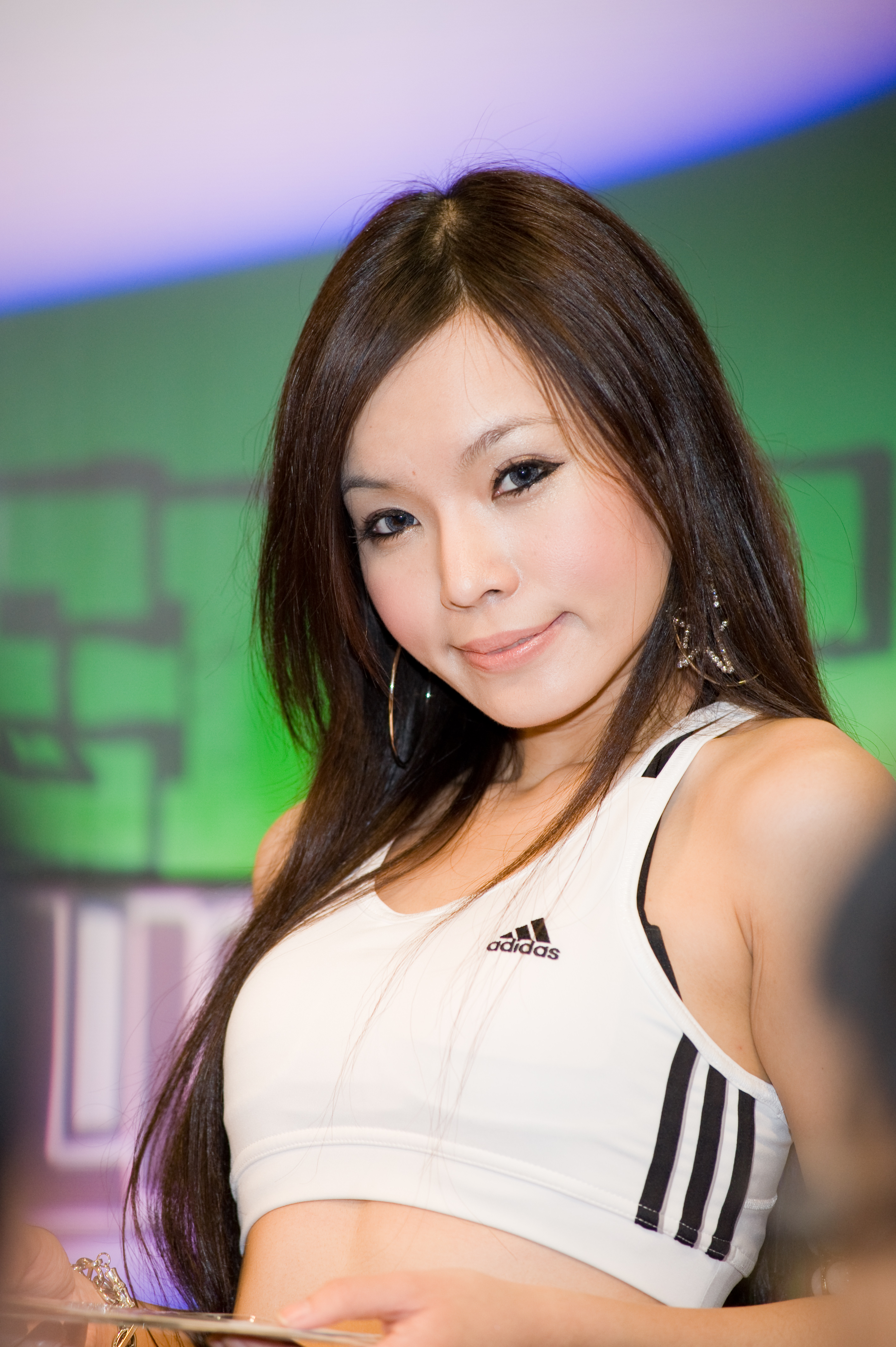
穿著運動胸罩的女子

運動胸罩（英語：Sports bra）是一種可以在女性運動時為其乳房提供額外支持的胸罩。和一般胸罩不同的是，這種胸罩減小胸部在運動時的擺動幅度，從而減小了不適感以及胸部韌帶拉傷的危險。有一些運動胸罩設計成可以在外穿的形式（例如慢跑時），此外，运动胸罩也可以供男士使用。

## 歷史
第一個可商業化生產的運動胸罩是“自由搖擺網球胸罩”（Free Swing Tennis Bra），1975年由美國的魅力基礎公司（Glamorise Foundations，Inc.）生產。1977年在美國，莉莎·林達爾、服裝設計師波莉·史密斯以及史密斯的助手Hinda Schreiber（即後來的Hinda Miller）發明了第一個一般意義上的運動胸罩，當時叫做“運動員胸罩”（jockbra），后改稱“慢跑胸罩”（jogbra）。設計這個胸罩的起因是林達爾的姐妹維多利亞·伍德羅抱怨運動時一般的胸罩會導致不適感，包括胸罩帶滑脫、皮膚摩擦發炎和乳房疼痛等。當林達爾和史密斯研究更好的代替品時，前者的丈夫建議參考下體彈力護身，於是二人將兩個下體彈力護身結合在一起做出了“慢跑胸罩”。
1990年，Playtex公司從史密斯和林達爾那裡收購了慢跑胸罩，由新澤西醫學和牙科大學副教授 Christine Haycock進行進一步的研究。她測量了女子在跑步機上運動時胸部運動的相關數據，加寬了胸罩下圍以為乳房提供更多的支持，同時縮緊了綁帶以減少乳房的晃動。
美國蒙大拿州美髮師Renelle Braaten也察覺到同樣的問題，於是她聯合自由服裝設計師Heidi Fisk一起創建了Enell Inc.。2001年她說服了奧花·雲費來嘗試她設計的胸罩，後者在奧普拉雜誌上受到了好評，並且出現在2001年的奧普拉·溫弗里秀上。

## 設計與用途

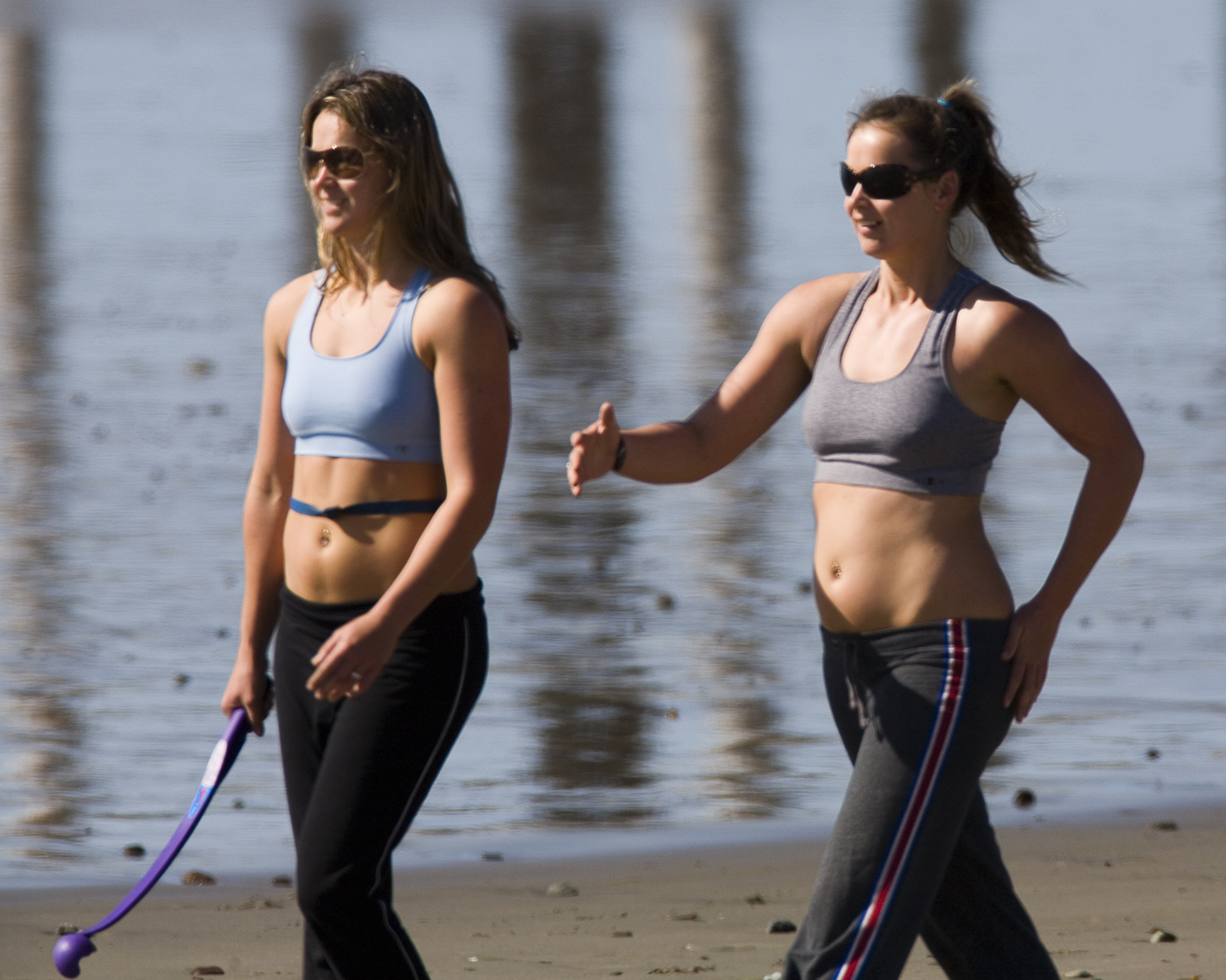
兩個穿著運動胸罩的女孩在加州卡盧科斯的海灘上

如今最常見的運動胸罩類似于一個被切掉了一半的背心，採用延展度高、吸汗性良好的纖維（例如氨綸）製成，也有使用膠體、水墊和氣囊等設計的產品。
在經過一些外科手術後，一些女性也會選擇穿運動胸罩，固定胸部以利於傷口癒合。
普通胸罩的肩帶造成一些女性在做抬臂運動時，因為固定的胸罩被拉伸，直接壓迫斜方肌而感到緊張，最終可能導致肩部麻木或者疼痛等癥狀。運動胸罩因為是綁在背部的所以可以避免此問題。
现今市面上的少女胸罩多设计为运动胸罩款式。

## 相關研究
在一個澳大利亞的研究中，三位女性（17-21歲，B或C罩杯）先裸胸、再穿上兩種不同大小的胸罩進行運動，第四次則穿上特製的運動胸罩。結果穿運動胸罩時感覺最為舒適。
2007年，樸茨茅斯大學的Joanna Scurr博士對70名女性進行了動作研究。包括DD、E、F、FF、G、H、HH、J和JJ罩杯。研究表明運動時女性胸部的運動方向有50%都是垂直的，22%為左右運動以及27%的縮放運動。相對單純的緊身胸罩來說，運動胸罩可以減少其中兩種，而前者能減少一種。並且這同胸部的大小沒有關係。
一些女性運動員認為運動胸罩會影響呼吸，雖然它確實增加了胸腔的壓力，但是對於呼吸的影響卻沒有被證實。

## 外部連結
- Given, Karen. . Only a Game. WBUR-FM (NPR). February 24, 2017  [February 27, 2017]. （原始内容存档于2023-12-11）.